# Salas
Salas (San Martin de Salas)  là một đô thị trong cộng đồng tự trị của Công quốc Asturias, Tây Ban Nha.

## Parroquías(Giáo khu)
| - Alava - Ardesaldo - Bodenaya - Camuño - Cermoño - Cornellana - Godán | - Idarga - La Espina - Laneo - Lavio - Linares - Mallecina - Malleza | - Millara - Priero - Salas - San Antolín de Las Dorigas - San Esteban De Las Dorigas - San Justo de Las Dorigas - San Vicente | - Santa Eulalia de Las Dorigas - Santiago De La Barca - Santullano - Soto De Los Infantes - Viescas - Villamar - Villazón |